# Netrpeljivost (1916.)
Netrpeljivost (eng. Intolerance) slavni je američki crno-bijeli nijemi ep/drama/spektakl iz 1916. kojeg je režirao D. W. Griffith i koji traje 3 sata. Film je ostao zapažen stoga što je po prvi put u kinematografiji predstavio više usporednih priča u jednom koje su podijeljene na četiri vremenska razdoblja, od babilonske ere do moderne Amerike 1914. Glavni lajtmotiv svih priča je ljudska netrpeljivost koja je glavni neprijatelj ljubavi. Također je u film utrošeno skoro 400.000 $, što je tada bio svjetski rekord.
Zbog "kulturne značajnosti", "Netrpeljivost" je 1989. uključena u Državni filmski registar a u 10. godišnjici liste najboljih filmova svih vremena Američkog filmskog instituta, "100 godina...100 filmova", našla se na 49. mjestu. Profesor Theodore Huff, jedan od vodećih filmskih kritičara prve polovice 20. stoljeća, izjavio je da je ovo jedini film koji se može staviti uz bok Beethovenove 5. simfonije, djela Michelangela, itd., kao odvojeno djelo umjetnosti

## Filmska ekipa
- D. W. Griffith, redatelj

- Mae Marsh kao draga djevojka (Moderna priča)
- Robert Harron kao mladić (Moderna priča)
- Miriam Cooper kao djevojka bez prijatelja (Moderna priča)
- Constance Talmadge kao Gorštakinja (Babilonska priča)
- Alfred Paget kao princ Belšazar (Babilonska priča)
- Carl Strockdel kao Nabonid (Babilonska priča)
- Margery Wilson kao Smeđooka (Francuska priča)
- W.E. Lawrence kao Henrik IV., kralj Francuske (Francuska priča)
- Josephine Crowell kao Katarina de Medici (Francuska priča)
- Howard Gaye kao Isus Krist (Judejska priča)
- Olga Grey kao Marija Magdalena (Judejska priča)
- Bessie Love kao nevjesta iz Kane (Judejska priča)
- Lillian Gish kao žena koja njiše kolijevku

## Radnja

### Babilonska priča
Babilon, 539. pr. Kr. Mladi ratnik se zaljubio u Gorštakinju, no ona se ne zanima za njega. Djevojka biva prisilno odvedena na tržnicu za partnere gdje bi trebala biti prodana kao supruga onome koji najviše plati za nju. No princ Belšazar, Nabonidov sin, koji štuje božicu Ištar, joj pokloni slobodu. Drugi put, kada je djevojka napala svećenika i bila osuđena, opet ju je spasio poklonivši joj slobodu. Perzijski kralj Kir Veliki je napao Babilon sa svojom vojskom, ali je izgubio. Ipak, babilonski svećenik koji je prije štovao boga Bela izda grad i tako ga Kir ipak osvoji, a djevojka pogine.

### Judejska priča
Judeja, 30. godina. Farizeji stalno ogovaraju druge ljude, no Isus Krist je počeo uvoditi ljubav u život stanovnika. Njegova ljubav uspjela je premostiti netrpeljivost i predrasude. Ipak, biva odveden na križ i razapet.

### Francuska priča
Francuska, 1572. Netrpeljivost između katolika, koje predvodi francuski kralj Karlo IX. i njegova majka Katarina de Medici, i protestantskih hugenota rezultira krvavim sukobom, u kojem između ostalog pogiba i djevojka Smeđooka i njen ljubavnik. Događaj ostaje zapamćen kao Bartolomejska noć.

### Moderna priča
SAD, 1914. Tvornica je otpustila puno radnika koji su završili na ulici. Među njima su i siromašni mladić i djevojka koji se zaljube, vjenčaju i dobiju dijete. Vlada velika gospodarska kriza i siromaštvo. Jednog dana, mladić biva pogrešno optužen za ubojstvo i nevin osuđen na vješanje. No prava žena koja je počinila ubojstvo ipak na kraju prizna svoj čin, tako da ovaj biva pošteđen.

## Zanimljivosti
- Griffith je u film uložio tada astronomskih 380.000 $ (oko 33 milijuna $ u današnjoj svoti) što je bio novi rekord. Kada film nije dobro prošao na blagajnama, njegov „Triangle Studio“ je bankrotirao.
- Griffith je odlučio snimiti film nakon prosvjeda oko njegovog prethodnog filma „Rođenje nacije“ kako bi pokazao problem netoleriranja mišljenja drugih ljudi.
- Ogromni set Babilona je sagrađen u Hollywoodu.
- U "Francuskoj priči", Douglas Fairbanks ima malu cameo ulogu kao konjanik.

## Kritike
Kritičari uglavnom hvale "Netrpeljivost". U svojoj recenziji filma, Steven D. Greydanus je utvrdio: "Rezultat je bio "Netrpeljivost", najveći spektakl nijemog razdoblja, te hrabar eksperiment u prezentiranju priče desetljećima ispred svojeg vremena... Umjetnički gledano, rezultat je nevjerojatan iako istodobno i nesavršen tour de force koji očarava. Čak će i prosječni gledatelji biti zadivljeni veličanstvenim spektaklom epskih babilonskih sekvenci, koji su na svoj način čak i konkurencija veličanstvenoj scenografiji "Gospodara prstenova" Petera Jacksona. Ipak, ispreplitanje različitih priča je, usprkos tome što je inspirirajuće, donekle i neuspješno u realizaciji. Priče su neujednačene - Babilonska i Moderna priča dominiraju u filmu, dok je Francuska priča nerazvijena, a priča o Isusu - najveća od svih priča - je reducirana na par tankih vinjeta".
Jeffrey M. Anderson je filmu dao 4 od 4 zvijezde: "Film predstavlja svoje priče na najvećoj mogućoj razini".
Jeremy Heilman je također zaključio: "Sve priče intrigiraju, makar ne na jednakoj razini, a film nikada ne propada tijekom svojeg trajanja. Ipak, čini se povremeno da se radi o velikom eksperimentu u kojem Griffith može vježbati svoje vještine montaže. On isprepliće četiri priče, spajajući ih s ujedinjujućim prizorom majke koja njiše kolijevku sa svojim djetetom, a simultani klimaks priča je uistinu impresivan. Međutim, takva montaža bi bila još više impresivnija da je Griffith uspio pronaći stalan ritam... Babilonska i Moderna priča su razrađenije od Judejske i Francuske priče, koje na kraju gotovo odvlače pozornost. Teško se oteti dojmu da bi te prve dvije priče bolje funkcionirale same za sebe".

## Vanjske poveznice
- Netrpeljivost u internetskoj bazi filmova IMDb-a
- Netrpeljivost na stranici LZMK-a  Arhivirana inačica izvorne stranice od 24. prosinca 2013. (Wayback Machine)
- Recenzije na Rottentomatoes.com
- Filmsite.org
- Cijeli film online na Archive.org